# Lavajärvi (sjö i Satakunta)
Lavajärvi är en sjö i Finland. Den ligger i kommunen Raumo i landskapet Satakunta, i den sydvästra delen av landet, 190 km nordväst om huvudstaden Helsingfors. Lavajärvi ligger 56,6 meter över havet. Arean är 68,8 hektar och strandlinjen är 4,76 kilometer lång. Sjön  ingår i Eura å huvudavrinningsområde.   I omgivningarna runt Lavajärvi växer i huvudsak barrskog.